# Дмитерко Борис М.
Борис Дмитерко (нар. 1937) — радянський футболіст, що грав на позиції захисника. Відомий виступами за луцький футбольний клуб «Волинь» у радянському класі «Б», у складі якого був одним із гвардійців клубу (188 матчів за клуб у чемпіонатах СРСР та кубкових матчів).

## Клубна кар'єра
Борис Дмитерко розпочав виступи в командах майстрів у складі луцької «Волині» у її першому сезоні в лізі майстрів класу «Б» у 1960 році. Лише у першому сезоні футболіст не був основним гравцем команди, зігравши 16 матчів у чемпіонаті СРСР, то надалі Дмитерко став одним із основних гравців команди. Борис Дмитерко грав майже постійно під закріпленим № 3, під яким він був відомим як старшим, так і наймолодшим уболівальникам луцької команди, як і інші футболісти 60-х років ХХ століття у складі тогочасного клубу (зокрема, інший захисник Василь Бубало грав під № 6, а перший капітан «Волині» Дворянов грав під № 4). Борис Дмитерко став одним із ветеранів команди, обирався капітаном команди, і на цій почесній посаді він перебував аж до закінчення виступів на футбольних полях по закінченню сезону 1965 року.